# Camino de las cinco medidas de arroz

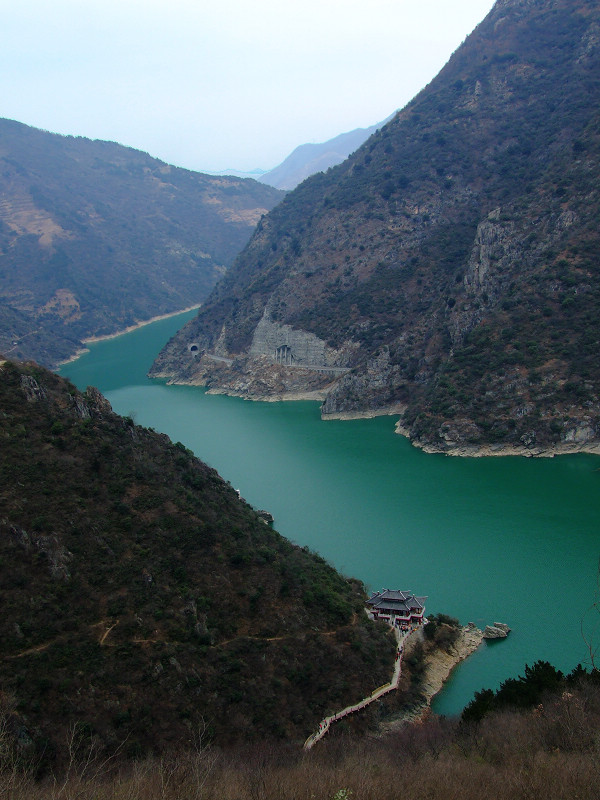
El valle de Hanzhong, la ubicación del estado de los Maestros Celestiales

El Camino de las cinco medidas de arroz (chino: 五 斗 米 道, pinyin: Wǔ Dǒu mǐ DAO) o el Camino del Maestro Celestial, abreviada simplemente, Los Maestros celestes, fue un movimiento chino taoísta fundado por el primer Maestro Celestial Zhang Daoling en 142 d. C. En su apogeo, el movimiento controlaba un estado teocrático en el valle de Hanzhong, al norte de Sichuán. En 215 d. C., el estado se incorporó al Reino de Wei de Cao Cao, y los seguidores del Maestro Celestial se dispersaron por toda China.
Los Maestros Celestiales creían que el qì lo impregnaba todo, y para alcanzar la inmortalidad, el correcto equilibrio del qì tenía que estar presente dentro del cuerpo. Tener una cantidad pobre de qì en el cuerpo, resultaría en una enfermedad y, finalmente, en la muerte. La meditación se puede usar para restaurar el qì en el cuerpo, pero se debe evitar el sexo, ya que podría provocar la pérdida de qì. Si existía el equilibrio correcto de qì dentro del cuerpo después de la muerte, un adherente podría "fingir la muerte" y renacer. Si no, un adherente sería transportado a una prisión terrenal donde enfrentaría el tormento eterno.
El estado de Hanzhong se dividió en 24 regiones, que fueron dirigidas por un funcionario. Cada distrito tenía un registro civil que registraba los nombres y rangos de las personas. Tres veces al año, los registros se actualizaban al mismo tiempo que una fiesta importante. Mientras que el rango de un niño se elevó automáticamente, los adultos tuvieron que elevar su propio rango a través del logro religioso o el matrimonio. Las personas de mayor rango tenían más generales divinos a su disposición, que podían usarse para combatir demonios que causaban mala suerte o enfermedad. El estado tenía un sistema de leyes que fomentaba la confesión y la benevolencia en lugar del castigo estricto. Se les pidió a los delincuentes que confesaran sus crímenes y meditaran, y se les dio un trabajo público como sentencia. Pocos textos escritos por los Maestros Celestiales Hanzhong sobreviven, siendo el más importante el comentario de Xiang'er al Dàodé jīng. Si bien el estado de Hanzhong duró solo veinticinco años, sus creencias influyeron en todos los movimientos taoístas subsiguientes.

## Historia

Zhang Heng, hijo de Zhang Daoling, y famoso astrónomo y pintor chino

En el 142 d. C., Zhang Daoling anunció que Lao-Tse se le había aparecido y le había ordenado que librara al mundo de la decadencia y estableciera un nuevo estado que consistiera únicamente en las "personas elegidas". Zhang se convirtió en el primer Maestro Celestial y comenzó a difundir su movimiento recién fundado en toda la provincia de Sichuán. Inicialmente, el movimiento se llamó El Camino de las cinco medidas de arroz, porque a cada persona que desea unirse se le exigió que donara cinco medidas de arroz. El movimiento se extendió rápidamente, particularmente bajo su hijo Zhang Heng (张衡) y su nieto Zhang Lu. Los Zhang pudieron convertir muchos grupos a su causa, como el Bandun Man (que pertenece a la gente del estado de Ba), lo que fortaleció su movimiento. En 184, Zhang Xiu (張 脩, no relacionado con Zhang Lu) se rebeló contra la dinastía Han. En 191, Zhang Lu y Zhang Xiu fueron enviados a conquistar el valle de Hanzhong, justo al norte de Sichuán, que estaba bajo el control de Zhang Xiu. Durante la batalla posterior, Zhang Xiu fue asesinado, y Zhang Lu fundó el estado teocrático de Zhanghan, disfrutando de la plena independencia.
En 215 d. C., Cao Cao, el gobernante del Reino de Wei atacó el estado de Hanzhong, y obligó a Zhang Lu a huir al este de Sichuán, donde más tarde se rindió. Zhang recibió un título y tierras, al igual que varios otros miembros de la familia y generales. Sus seguidores se vieron obligados a reasentarse en otras partes de China, con un grupo enviado a la zona de Chang'an y otro enviado a Luoyang. Zhang y su familia se trasladaron a la sede administrativa de Cao Cao en Ye, ubicada en la actual provincia de Henan. Luego usó su propia popularidad como líder religioso para dar legitimidad a los Wei, proclamando que la corte Wei había heredado la autoridad divina de la iglesia taoísta, así como de las leyes confucianas. Poco después de la rendición, Zhang Lu murió y fue sucedido por su hijo, Fu. Después de este suceso, hay pocas fuentes históricas hasta el 255 d. C., cuando se encontró un texto que indica que la comunidad del Maestro Celestial se estaba fragmentando como resultado de la agitación política dentro del Reino de Wei.
El colapso del Reino de Wei en 260 d. C., junto con la caída del norte de China a los hunos en 317 d. C., dispersó aún más a los seguidores del Maestro Celestial. Los Maestros Celestiales más tarde resurgieron en los siglos IV y V como dos hijos distintos, los Maestros Celestiales del Norte y del Sur.

## Textos

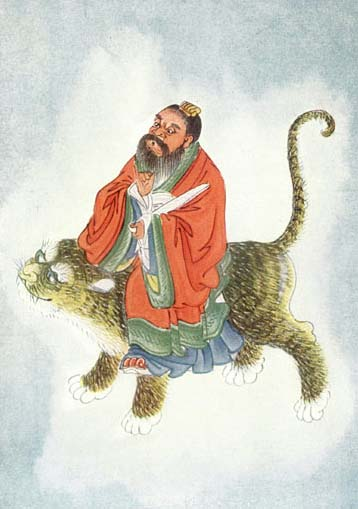
Zhang Daoling, el primer Maestro Clestial levitando sobre un tigre

El único texto significativo del Maestro Celestial que sobrevivió del período Hanzhong es el Xiang'er, un comentario sobre el Dàodé jīng. Este texto da una idea de las creencias fisiológicas de los Maestros Celestiales, prácticas de meditación y rituales. Además, el comentario reinterpreta el Dàodé jīng para abarcar a toda la humanidad como su audiencia prevista, en lugar de tener solo un sabio. El Taipingjing, un texto atribuido a los turbantes amarillos, no era un texto del Maestro Celestial, sino que refleja, al menos en parte, algún pensamiento y práctica del Maestro Celestial. Un texto posterior escrito en el 255, conocido como Commands and Admonitions for the Families of the Great Dao fue compuesto por una comunidad de Maestros Celestiales divididos después de la dispersión de la población de Hanzhong. Si bien está escrito en la persona de Zhang Lu, es probable que este texto no haya sido escrito por él, ya que probablemente murió en el 255 d. C.

## Creencias y prácticas
Los Maestros Celestiales creían que sucedería apocalipsis que casi destruiría a la humanidad. Solo 18 000 adherentes del Maestro Celestial que tenían el equilibrio correcto de qì sobrevivirían al desastre. Estas fueron las personas elegías como las poseedoras de la semilla para repoblar la Tierra después de dicho apocalipsis.

### Qì
La base de la creencia del Maestro Celestial es que hay una fuente de energía conocida como qì, que nace del Tao y es la fuente de la vida de todas las cosas. El cuerpo humano contiene espíritus que necesitan ser nutridos por el equilibrio apropiado de qì. Hay tres tipos de qì: el qì yin, el qì yang y el qì mezclado, que combina el yin y el yang. El objetivo de un daoísta es lograr la trascendencia a un plano superior. Para hacer esto, deben preservar y armonizar sus espíritus internos. Solo a través de la meditación que guía el qì correctamente por todo el cuerpo, los espíritus pueden estar armonizados correctamente. Si bien es sabido que los Maestros Celestiales meditaron para obtener el qì, no ha perdurado ninguna descripción de sus prácticas de meditación.

### Inmortalidad

Símbolo taoísta del yin y el yang o Taijitu

Un objetivo común del daoísmo primitivo era extender la vida alcanzando la inmortalidad. Los Maestros Celestiales creían que para alcanzar la inmortalidad, uno no debía extender la vida en el mundo actual, sino "fingir la muerte" en este mundo y renacer del otro lado. Para simular la muerte, un adepto debía tener sus espíritus internos perfectamente armonizados. Cuando alguien con espíritus internos refinados moría en este mundo, su espíritu se aventuraba al "Palacio de la Gran Oscuridad" donde su forma se refinaría y luego renacería en un estado perfeccionado en el otro lado. No hay textos que hayan llegado a la actualidad que describan qué tipo de lugar era el "otro lado". Aquellos que no lograron armonizar sus espíritus internos antes de la muerte renacerían en las cárceles terrenales subterráneas, donde estarían sujetos al tormento y fatigas eternas.

### Enfermedad
En la comunidad Hanzhong, todos fueron considerados como enfermos de alguna manera. Esto fue porque el pecado causó que el qì abandonara el cuerpo, y el qì era necesario para la vida. Con el fin de curar cualquier enfermedad, el arrepentimiento fue un factor crucial para garantizar que la pérdida de qì podría ser reprimida. El arrepentimiento puede lograrse pasando tiempo en una "Cámara del Silencio" y reflexionando sobre los pecados de uno, o golpeándose el pecho y doblegándose al cielo. La enfermedad también se puede curar de otras maneras, como usar hierbas medicinales y escuchar música ritual. Comer muy poco también era de extrema importancia, y una dieta ideal consistiría en no comer nada, sino solo en cosas no corporales como el aire, que la persona podría absorber mediante la meditación.

### Sexualidad

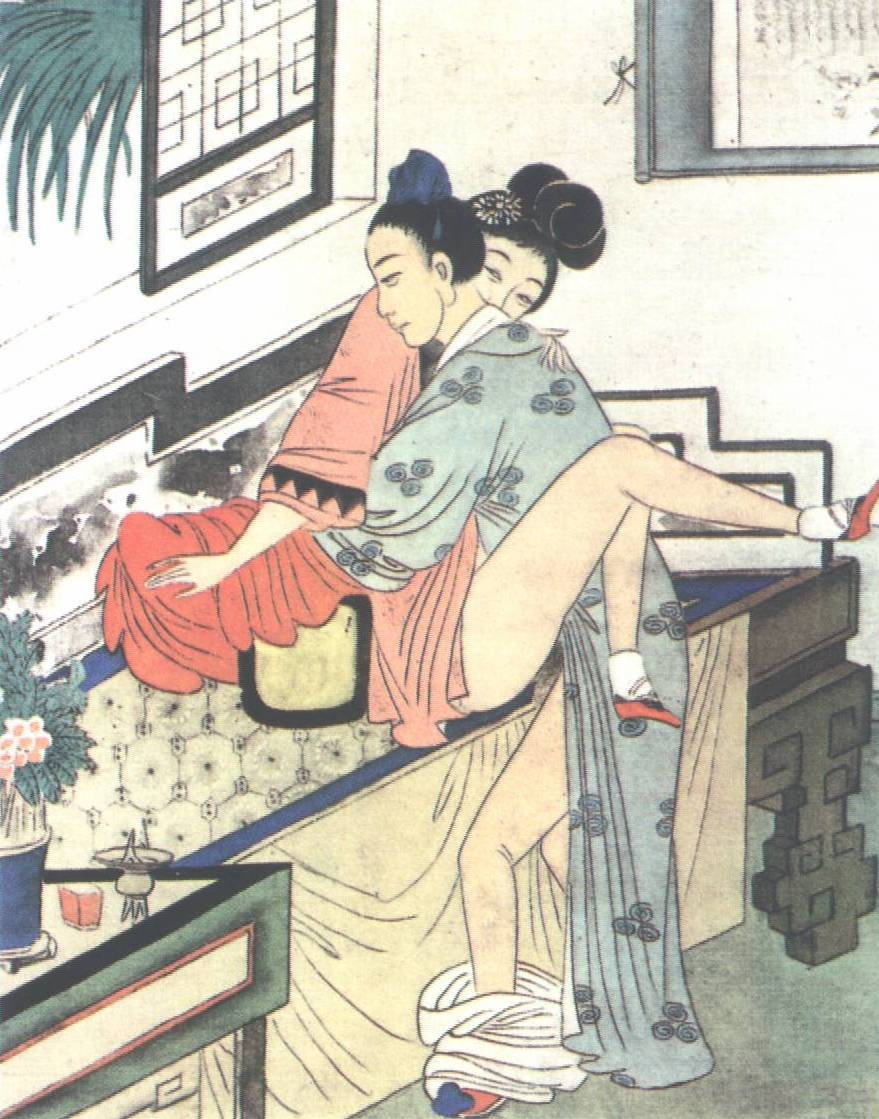
Una impresión china que representa "La unión de las esencias", basada en el arte de la dinastía Tang

Las prácticas sexuales correctas era un método para perfeccionar los espíritus internos del cuerpo. Los Maestros Celestiales creían que el semen era la encarnación del qì. Si alguien eyaculaba demasiado a menudo, su vida se acortaría. De hecho, el Xiang'er indica que las personas ni siquiera deberían tener relaciones sexuales para fines de reproducción. Los Maestros Celestiales fruncieron el ceño ante la práctica del heqi (también conocida como "La Unión de las Respiraciones") de no eyacular durante el sexo para "alimentar el cerebro", y defendieron la no eyaculación simplemente como una forma de evitar la pérdida del qì. Además, los Maestros Celestiales pensaron que el método de robar el qì de una mujer para reponer el propio qì del hombre era completamente erróneo, y no debería practicarse. A pesar de su oposición al heqi y al sexo reproductivo, existe la posibilidad de que los Maestros Celestiales apoyaran el sexo para fines distintos de la reproducción, y un texto del Maestro Celestial de alrededor del siglo V describe un elaborado ritual sexual.

## Organización
La región gobernada por los Maestros Celestiales se dividió en 24 regiones por razones administrativas y religiosas. Cada una de estas 24 regiones estaba conectada con una de las Cinco Fases, uno de los 24 períodos del año y con una de las 28 constelaciones del zodíaco. Dependiendo de sus signos de nacimiento, cada adherente pertenecía a uno de estos distritos. Cada una de las 24 regiones estaba administrada por 24 oficiales, que tenían bajo su mando 240 ejércitos de espíritus, compuestos por 2400 generales, 2400 oficiales y 240 000 soldados. Este sistema de administración reflejaba el sistema de gobierno utópico descrito en Zhouli.
La administración y la religión estaban estrechamente vinculadas en el sistema de los Maestros Celestiales. Los adherentes fueron agrupados por familias, y cada uno estaba adscrito a un distrito. Las familias y los distritos, y los dioses tenían copias de los registros civiles. Los registros tenían descripciones detalladas de las personas y registraban el rango, la identidad y la ubicación de cada persona. Cualquier cambio en los registrados debe ir acompañado de una contribución monetaria conocida como "salario de fe". Las solicitudes a los dioses siguieron un modelo burocrático y se redactaron de acuerdo con códigos administrativos específicos. La efectividad de estas solicitudes dependía de la exactitud de los registros mantenidos por los dioses.
Los nuevos miembros de este grupo se dividieron en grupos dirigidos por instructores. Los neófitos fueron instruidos por un catecismo similar al encontrado en el Xiang'er que probablemente era un tipo de proto-meditación que más tarde se generalizó en movimientos como la Escuela Shangqing del Taoísmo. Estos instructores manejaban deberes religiosos y administrativos, recibían impuestos y establecían posadas en el camino para los viajeros.
El rango de cada persona estaba determinado por la cantidad de generales divinos que tenían a su disposición, y por el número de escrituras divinas que habían obtenido. Estos generales divinos se usaron para luchar contra los demonios vagabundos que podrían traer infortunio o enfermedad a alguien. Una persona recibía a su primer general a la edad de seis años, y en las ceremonias posteriores recibiría más y más generales y alcanzaría una clasificación más alta hasta que se lograra un complemento completo a la edad de diecinueve años. El matrimonio uniría dos grupos de generales, dando así un uso conjunto de 150 generales divinos. Después del matrimonio, un mayor aumento en la clasificación solo podría lograrse mediante el logro religioso.
En ciertas fechas del año, como los equinoccios, se llevaron a cabo ceremonias grupales en las cuales los maestros diseminaban sus enseñanzas. Durante estas ceremonias, a menudo se celebraban fiestas comunales, donde se comía y se ofrecía comida a los dioses. Las fiestas también tenían lugar cuando ocurría un nacimiento o muerte, o para traer felicidad y prevenir el mal. Los participantes en dicha fiesta se organizaron según su posición religiosa, siendo el mérito y la antigüedad los factores determinantes. Durante las tres fechas importantes conocidas como Sanyuan, las fiestas más importantes se llevaron a cabo. Durante estas fiestas tres veces anuales, se realizaría un censo de nacimientos, muertes y movimientos populares. En este momento, también se esperaba que los adherentes donen los cinco picotes de arroz que dan nombre al movimiento.

## Leyes
En el estado de Hanzhong, el pecado y el comportamiento criminal no se diferenciaron. Para eliminar el pecado, un adherente primero tenía que reconocer su crimen, y luego tendría que ir a una "habitación silenciosa" para meditar. Allí, tendría que escribir tres confesiones que se le ofrecerían al Señor del Cielo, el Señor de la Tierra y el Señor del Agua. Para crímenes públicos, un acusado sería indultado tres veces por sus acciones y luego sería sentenciado. La oración dependía del tipo de delito, pero siempre involucraba el servicio comunitario. Para un delito menor, la sentencia generalmente era reparar un camino. Podía pedirse a un infractor reincidente que done materiales de construcción para mejorar los edificios locales. Otras leyes prohibieron el alcohol y prohibieron la matanza de animales durante la primavera y el verano.

## Legado
La creencia y las prácticas de los Maestros Celestiales Hanzhong tenían un profundo legado sobre la futura creencia taoísta. El movimiento marcó un cambio significativo de los primeros movimientos filosóficos taoístas. Ya no era el taoísmo un pasatiempo filosófico para los letrados y ricos; ahora se promovía a todas las clases de la sociedad, incluidos los analfabetos y los no chinos. Además, los Maestros Celestiales fueron el primer grupo taoísta en formar un sacerdocio organizado que ayudó a difundir sus creencias. Al ser los primeros taoístas religiosos organizados, los primeros Maestros Celestiales son los antepasados de todos los movimientos taoístas siguientes, como los movimientos Shangqing y Lingbao, así como los taoístas Zhengyi medievales, que reivindicaron la afinidad con los primeros Maestros Celestiales.